# 5628 (année hébraïque)
5628 (hébreu : ה'תרכ"ח , abbr. : תרכ"ח) est une année hébraïque qui a commencé à la veille au soir du 30 septembre 1867 et s'est finie le 16 septembre 1868. Cette année a compté 353 jours. Ce fut une année simple dans le cycle métonique, avec un seul mois de Adar. Ce fut une année de chemitta.

## Calendrier
Ce calendrier hébraïque de l'année 5628 donne les correspondances avec les dates du calendrier grégorien.
Le premier nombre dans chaque case correspond au jour du mois hébraïque. Les jours en couleurs sont des jours remarquables juifs .
| ◄◄ | 5628 | ►► |

## Naissances
- Magnus Hirschfeld
- Karl Landsteiner

## Décès
5623 - 5624 - 5625 - 5626 - 5627 - 5628 - 5629 - 5630 - 5631 - 5632 - 5633